# Опять двойка (мультфильм)
«Опять двойка» — Новые приключения нашего специального корреспондента Мурзилки — советский мультипликационный фильм, второй из четырёх фильмов «Союзмультфильма» о Мурзилке.

## Сюжет
Специальный корреспондент Мурзилка получает от ребят с Почтовой улицы телеграмму-молнию и летит из лесу на стрекозе на задание, цель которого — выяснить, за что поставили плохую оценку мальчику с известной картины «Опять двойка» художника Фёдора Решетникова. Мурзилка прилетает в Третьяковскую галерею, где ему помогают персонажи картин русских художников: «Богатыри», «Алёнушка», «Охотники на привале» и «Иван-царевич на Сером Волке».
Выясняется, что двойка поставлена по географии, но школьник Коля не хочет признаться, что не знает этого предмета. Мурзилка предлагает ему отправиться в путешествие. Коля сообщает, что хочет попасть на экватор, чтобы там позагорать, поплавать в тёплом море и съесть десять порций мороженого. Мурзилка просит его показать экватор на чудесном глобусе. Мальчик показывает вместо экватора Северный полюс, и они вместе с Мурзилкой попадают туда.
На полюсе нерадивый ученик не хочет признаваться, что ошибся, и последовательно исполняет два своих «экваториальных» желания: загорает (точнее, синеет от холода, потому что на нём были только шорты и футболка) и знатно купается в ледяной воде прямо в одежде (кстати, когда он ныряет, на глубине мы видим картину «Опять двойка» с другими персонажами — морскими животными). Только тогда он вынужден был согреться в гигантском сапоге моржа-спасателя и шарфе белого медведя, а когда Мурзилка предлагает ему исполнить третье желание — съесть десять порций мороженого, — Коля отказывается, и они возвращаются обратно в Москву.
Коля признаёт свою ошибку, обещает исправить двойку на пятёрку и даже мечтает попасть в новую картину: «Опять пятёрка». Но такую картину, со слов Мурзилки, ещё не написали, и опечаленный мальчик вынужден встать на прежнее место.

## Создатели
| Авторы сценария            | Вадим Коростылёв, Михаил Львовский                                                                                                |
| Режиссёры                  | Евгений Райковский, Борис Степанцев                                                                                               |
| Художник-постановщик       | Анатолий Савченко |
| Композитор                 | Никита Богословский |
| Оператор                   | Нина Климова |
| Звукооператор              | Борис Фильчиков |
| Ассистенты режиссёра       | Елена Шилова, Юрий Прытков |
| Художники-мультипликаторы: | Фёдор Хитрук, Татьяна Таранович, Вадим Долгих, Игорь Подгорский, Виктор Лихачёв, Геннадий Новожилов, Константин Чикин, Борис Чани |

## Роли озвучивали (нет в титрах)
- Мурзилка — Маргарита Корабельникова,
- Коля — Валентина Сперантова,
- Ворона — Серафим Аникеев,
- Теплое морское течение — Владимир Володин